# Balbronn
Balbronn település Franciaországban, Bas-Rhin megyében. Lakosainak száma 677 fő (2022. január 1.). Balbronn Bergbieten, Cosswiller, Flexbourg, Still, Traenheim és Westhoffen községekkel határos.

## Népesség
A település népességének változása:
| Lakosok száma | 635  | 649  | 659  | 656  | 663  | 670  | 675  | 673  | 677  |
|               | 2013 | 2015 | 2016 | 2017 | 2018 | 2019 | 2020 | 2021 | 2022 |